# Jbel Semmama
El jbel Semmama (en árabe :جبل سمامة ) es una montaña (Jbel) de Túnez  que culmina a 1 314 m de altitud.